# Трубкокрут березовий
Трубкокру́т берéзовий (Byctíscus bétulae) — вид жуків родини Трубкокрути (Attelabidae). Інші назви — трубкокрут багатоїдний, трубкокрут грушевий, трубкокрут виноградний. Це комаха 4,5 — 6 мм завдовжки, із голим металево-блискучим верхом тіла. Забарвлення дуже мінливе і може бути зеленим, золотаво-зеленим, синьо-зеленим, синім. (Це добре ілюструють фотографії на цій сторінці). Часом завдає помітної шкоди груші, винограду та іншим культурним дерев'янистим рослинам.

## Зовнішній вигляд[2]
Основні ознаки:
- вусики чорні;
- кігтики розщеплені, із зубцем, внутрішній край передніх гомілок ;
- скроні позаду очей паралельнобічні, без шиєподібної перетяжки, на лобі глибоке вдавлення, ширина лоба й діаметр очей однакові;
- головотрубка у 1,5 рази довша від голови, від основи вусиків і до вершини трохи роширена, облямована тонкими килями;
- передньоспинки завширшки і завдовжки однакова, із широкою перетяжкою біля переднього краю і тонкою серединною лінією;
- надкрила блискучі, голі, з повздовжніми (не завжди правильними) рядами крапочок;
- черевце знизу вкрите короткими світлими волосками.

Личинка мутно-біла, С-подібно вигнута, з обрідними жовтими щетинками на тілі. олова брунатна. Лялечка також яскраво оранжева, 6–8 мм завдовжки.

## Географічне поширення
Вид поширений майже по всій Палерктиці, за винятком Північної Африки. В Україні не реєструвався лише в Кіровоградській та Запорізькій областях.

## Спосіб життя
Вид є мешканцем листяних лісів, парків та садів. Імаго зимують у поверхневому (1-1,5 см) шарі ґрунту або під опалим листям. Активні жуки з'являються у природі з другої декади квітня –у травні, коли розкриваються бруньки. Комахи гризуть їх, згодом переходять на молоді листочки. Коли листки стають великим, трубкокрути паруються і починають відкладати яйця. Зазвичай це трапляється протягом травня. Жуки є поліфагами на деревах і кущах різних родин — на сливі, винограді, яблуні, груші, горобині, айві; інколи — на осиці, березі, Клені, Буку, ольсі, ліщині, горобині, липі, ільмі, тополі, вишні, троянді, малині.
Для відкладання яєць самиця підгризає пагін із групою листків у затінку крони, на нижньому та середньому її ярусах. Листки втрачають звичайну пружність, і комаха скручує їх поздовжньо. Якщо вони маленькі (груша), то декілька сусідніх листків скручуються разом, з великого листка (виноград) виходить одна трубка. У трубку жук відкладає 5–8 яєць.
Через 8–10 днів з них виходять личинки. Вони гризуть внутрішні листки трубочки, зовнішні тим часом чорніють. Завершуючи розвиток, личинки вилазять з свого сховища і заглиблюються у ґрунт (до 10 см). Тут вони риють невеличкі камери, в яких і заляльковуються. Приблизно за 10 днів з лялечок виходять жуки нового покоління. Вони лишаються зимувати у ґрунті до весни. Деякі з них у другій половині серпня виходять на поверхню, харчуються зеленим листям і активні до жовтня.
На личинках паразитує декілька виді перетинчастокрилих: іхневмоніди Pimpla brunnea Bris., Omorgus mutabilis Hlgr. і браконід Microbracon discoides Wesm..

## Значення у природі та житті людини
Подібно до інших видів, березовий трубкокрут є невід'ємною ланкою природних екосистем, споживаючи рослинні тканини і стаючи здобиччю тварин — хижаків та паразитів. Звичайно, чисельність цього виду незначна, і втрати від його діяльності економічно невідчутні. Шкода від нього може виявитись помітною у агроценозах — плодових садах, парках та декоративних насадженнях, виноградниках. У таких випадках застосовують інсектициди. Це роблять на фазі виокремлення бутонів, а у разі потреби повторюють відразу після цвітіння.

## Gallery

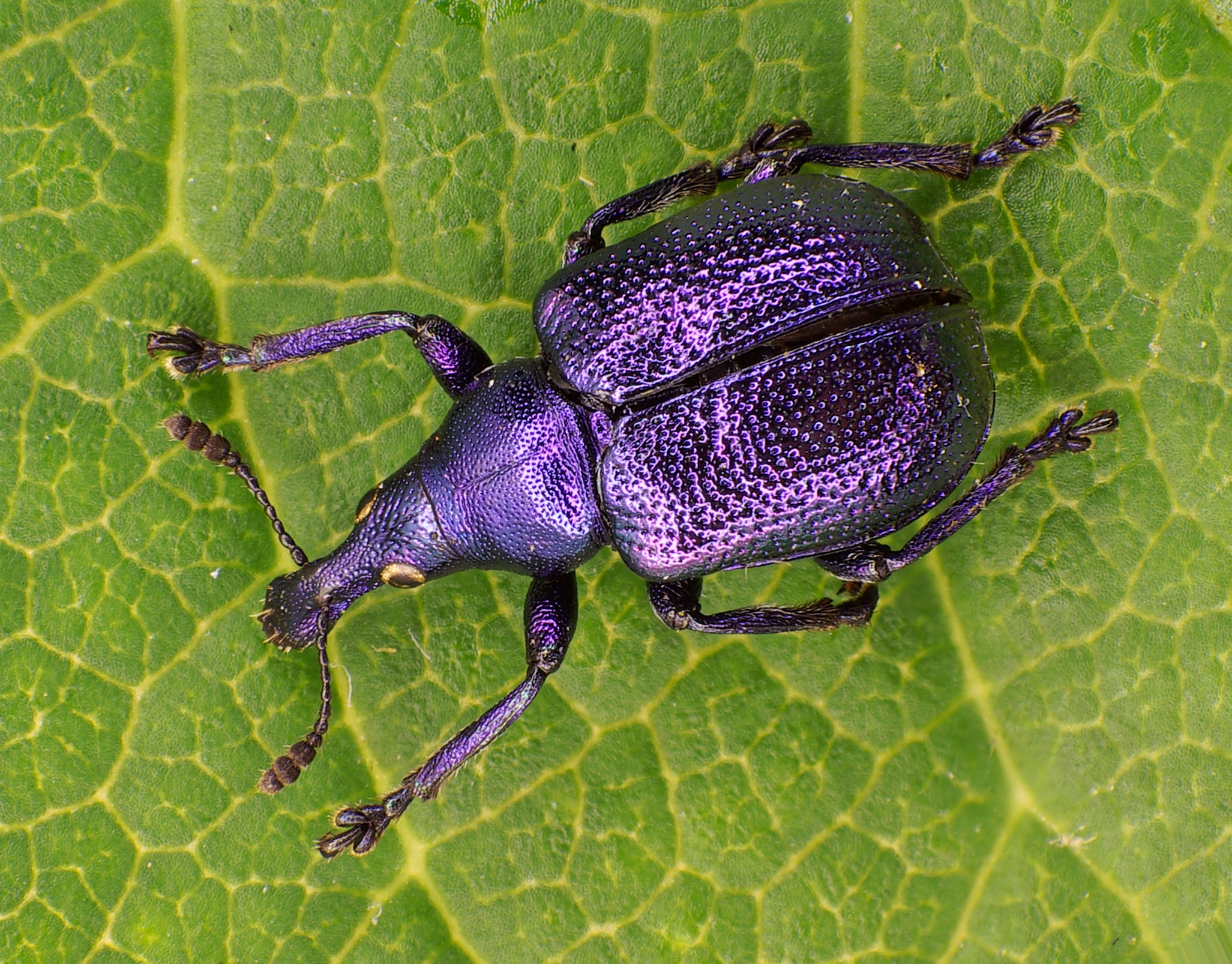
Самиця березового трубкокрута
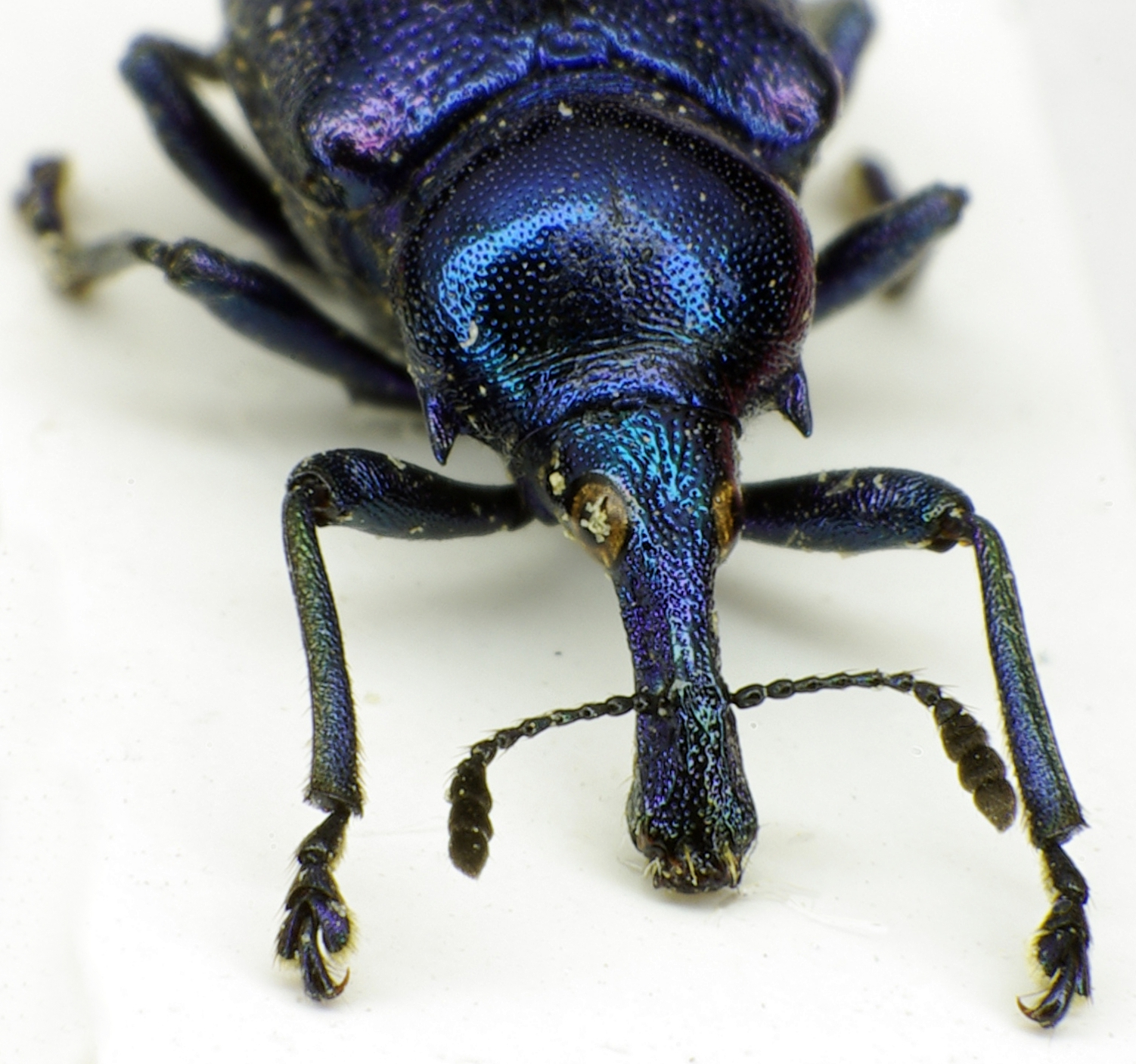
На відміну від самиці, у самців Byctiscus betulae  кожен бік передньогрудей має шип, спрямований уперед
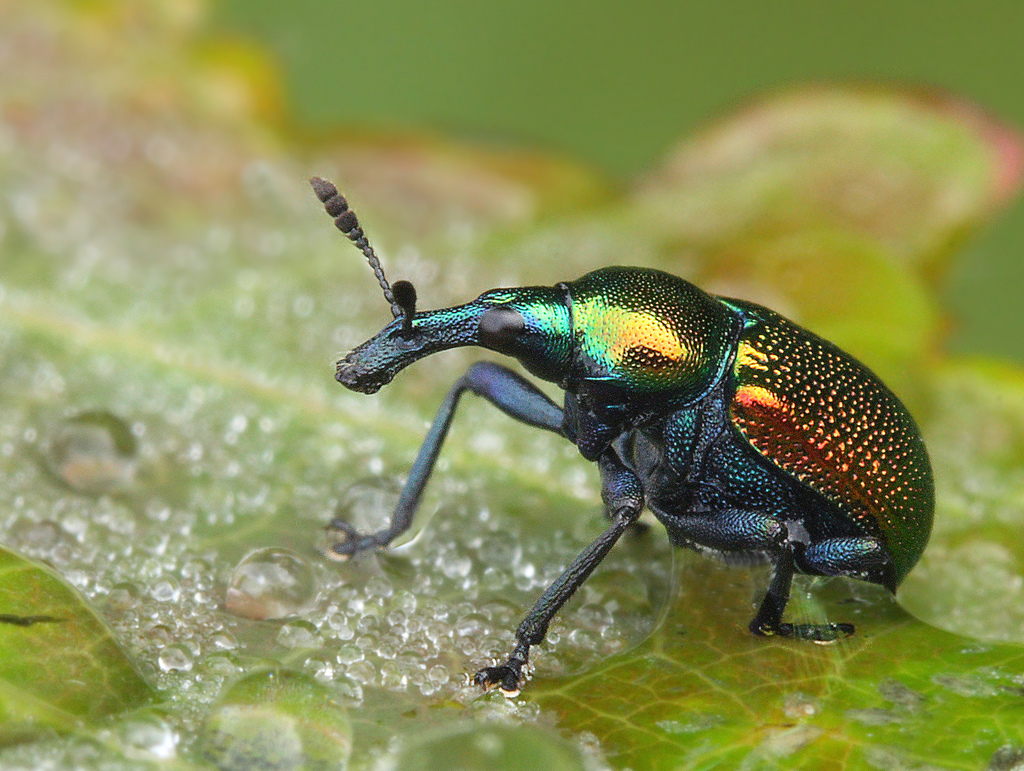
Яскравий переливчастий блиск  тіла жука обумовлений не дією якихось пігментів, а особливою структурою поверхні